# Synøkologi
Synøkologien er en underdisciplin af økologien, nemlig den gren, som studerer økosystemerne i deres helhed, deres dynamiske struktur og de balancer (homøostaser), som opstår på baggrund af samvirket mellem deres elementer. Økosystemerne kan grundlæggende underopdeles sådan:
- geocønoser, også kaldet geotoper, som består af de uorganiske elementer i økosystemet: vand, jordbund, luft osv.
- biocønoser, også kaldet biotoper, som består af de levende væsner i økosystemet.

Synøkologien har to arbejdsmåder:
- enten beskriver man forholdene i økosystemet (artssammensætning, populationstæthed, konkurrence inden for og mellem arterne osv.)
- eller også interesserer man sig for økosystemets dynamik (populationsudvikling over tid, stofkredsløb, energistrømme osv.)

## Økosystemets struktur
De producerende, autotrofe organismer, dvs. planter og grønalger, omdanner uorganisk stof til organisk. Det foregår i fotosyntesen, som ikke bare indfører stof i biocønosen, men også energi i form den kemiske energi, der ligger bundet i glukosemolekylerne
Konsumenterne, de heterotrofe organismer, bruger andre organismers stof og energi som føde. Hvis de lever ved at "græsse" producenterne, kaldes de primærkonsumenter eller slet og ret planteædere. Hvis de lever ved at gå på rov blandt primærkonsumenterne, kaldes de sekundærkonsumenter eller rovdyr af første orden. Tilsvarende kaldes rovdyr, som lever af at æde sekundærkonsumenterne, for tertiærkonsumenter eller rovdyr af anden orden osv.
Det skal bemærkes, at alt organisk stof fra primærproducenterne før eller siden vender tilbage til uorganisk stof via stofskiftet hos nedbryderne. Derved opstår der et vedvarende stofkredsløb, som egentlig består i et stort antal sammenflettede, biokemiske kredsløb.
Den opsparede energi indgår ikke i kredsløbene, men bliver efterhånden omdannet til varme efter den termodynamikkens 2. lov. Biosfæren modtager sin energi fra solen og for det meste i form af stråling inden for det spektrum, vi kalder synligt lys. Energien omdannes efterhånden til infrarød stråling, som er mere langbølget (eller som består af mindre energirige fotoner). Derved øges mængden af entropi hele tiden, hvilket medfører et konstant behov for adgang til energirig solstråling.

## Den trofiske pyramide
Den trofiske pyramide er en model af økosystemet, som fremstiller det i form af trofiske niveauer. Nederst findes det grundlæggende, autotrofe nivaeu. Derefter kommer planteædernes niveau. Så følger niveauet med rovdyr (og snyltere) af 1. orden. Øverst findes det niveau, som består af rovdyr (og snyltere) af 2. orden.
Ud fra hvert niveau sker der et tab af stof og energi, som udnyttes af nedbryderne. Det er vigtigt at bemærke, at 90% af stof og energi tabes ved overgang fra et niveau til det næste. Det forklarer, hvorfor der er så få rovdyr af 2. orden, og hvorfor der er så mange planter.
På denne måde kan næsten alle levende væsner indordnes på deres rette trofiske niveau. Undtagelsen er altædende organismer (som kakerlakker, rotter og mennesker f.eks.), der ikke kan indordnes præcist på ét bestemt niveau.

## Det økologiske netværk
En anden model af økosystemet kan laves ved at opsplitte de populationer, der tilsammen danner et trofisk niveau. En population består af alle de individer af samme art, som lever i samme økosystem. På det grundlag kan man forestille sig et økosystem, hvor enkeltindivider af hver population, de økologiske nicher og de inorganiske faktorer skaber et netværk af økologiske vilkår, som ikke kun har med det trofiske niveau at gøre. Sådan et økosystem er meget kompliceret på grund af det høje antal arter i systemet, men også på grund af de mangeartede, indbyrdes påvirkninger.

## Økologisk ligevægt
Et økosystem er i en ligevægt, så længe det kan bevare nogle typiske træk i artssammensætning og populationsstørrelser over længere perioder. Ligevægten består i virkeligheden af en lang række udsving i populationssammensætning og –størrelse fra år til år. Økologisk ligevægt er en dynamisk ligevægt, som er sammensat af processer, der udligner hinanden. Selv de deltagende arter er i en dynamisk ligevægt, som dog kan forstyrres af ind- og udvandringer, fødselstal og antallet af døde.
Fastholdelsen af den økologiske ligevægt skyldes reguleringsmekanismer i selve økosystemet, som styres af negativ feedback. Hvis for eksempel en epidemi formindsker en population af planteædere voldsomt, vil det uundgåeligt fremkalde to følgeprocesser:
- når græsningstrykket bliver formindsket, vil mængden af tilgængelig plantemasse forøges, og det giver plads til et større antal planteædere
- manglen på byttedyr vil formindske antallet af rovdyr, som lever af de ramte planteædere, og det medfører et mindre pres på populationen, sådan at den hurtigt kan nå op på det tidligere antal